# Degradação microbiana
A degradação microbiana  é o uso da bioremediação e biotransformação como método de aproveitar a habilidade natural ocorrido no  metabolismo xenobiotico microbiano de degradar, transformar ou acumular poluentes ambientais, incluindo hidrocarbonetos (Ex: oléo), bifenis policlorados (PCBs  do inglês polychlorinated biphenyls), hidrocarbonetos aromáticos policíclicos (PAHs do inglês polyaromatic hydrocarbons), compostos heterocíclicos (como a piridina ou quinolina), substâncias farmacêuticas, radioisótopo e metais.
O interesse na biodegradação microbiana de poluentes tem se intensificado nos últimos anos, and e os recentes avanços tecnológicos tem permitido um detalhamento genômico, metegenômico, proteômica, bioinformatico e outras analises de alto desempenho dos micro-organismos ambientalmente relevantes, dando um novo entendimento dentro dos caminhos biodegradativos e a habilidade dos micro-organismos de se adaptar as mudanças das condições ambientais.
O processo biológico desempenha o principal papel na remoção de contaminantes e levam vantagem da versatilidade catabolica dos micro-organismos em degradar ou converter tais compostos. Na área da  microbiologia, estudos globais baseados no genoma estão aumentando o entendimento das redes metabólicas e regulatórias, bem como, providenciando novas informações na evolução dos caminhos degradativos e estratégias de adaptação molecular para mudar as condições ambientais.

## Biodegradação aeróbica de poluentes
O aumento da quantidade dos dados do genoma bacteriano da novas oportunidades para  entender a base genética e molecular da degradação de compostos poluentes orgãnicos. Compostos aromáticos estão entre os mais persistentes desses poluentes e lições podem ser aprendidas dos recentes estudos genomicos da Burkholderia xenovorans LB400 e o Rhodococcus sp. cepa RHA1, dois dos maiores genomas bacterianos completamente sequenciados até a hoje. Esses estudos tem ajudado a expandir nossos entendimento do catabolismo microbiano, a adaptação fisiológica não catabólica a compostos organicos, e a evolução de grandes genômas bacterianos. Primeiro, as vias metabólicas dos diversos isolados filogenéticamente são muito similares em relação a organização geral. Portanto, como originalmente notado nas pseudomonadacias, um grande numero de vias "aromáticas periféricas" canaliza uma gama de compostos naturais e xenobióticos em um numero restrito de vias "aromáticas centrais". , Porém, essas vias são geneticamente organizadas em tipos e gêneros específicos, como exemplificado pelas vias b-cetoadipato e do ácido fenilacético (Paa do inglês phenylacetic acid). Estudos comparativos posteriores revelam que algumas vias são mais difundidas do que inicialmente pensado. ThusPortanto,  as vias de oxidação do Benzoato (Box do inglês benzoate oxidation) e Paa ilustram a prevalência de estratégias de clivagem de anéis não oxigenoliticos no processo de degradação aromática aeróbia. Estudos genômicos funcionais tem sido uteis para estabelecer que até organismos abrigando altos números de enzimas homólogas parecem conter alguns exemplos de verdadeira redundância. Por exemplo, a multiplicidade das dioxigenases de clivagem de anéis em certos rhodococcus isolados podem ser atribuídos ao enigmático catabolismo aromático de diferentes terpenóides e esteroides. Finalmente, analises tem indicado que o recente fluxo genético parece ter desempenhado mais papel significante na evolução de alguns grandes genomas, como o LB400  do que em outros. Porém, a tendência emergente é que grandes repertórios de potentes degradadores de poluentes como o LB400 e RHA1 evoluíram através de processos mais antigos.  Que isso seja verdade em tais espécies filogeneticamente diversas é notável e sugere ainda a origem antiga dessa capacidade metabólica.

## Degradação anaeróbia de poluentes
A mineralização microbiana anaeróbia de poluentes orgânicos recalcitrantes é de grande significância ambiental e envolve  novas reações bioquímicas intrigantes. Em particular, há muito se duvida que hidrocarbonetos e compostos halogenados sejam degradáveis na ausência de oxigênio, mas o isolamento até agora desconhecida de bactérias aneróbias que degradam hidrocarbonetos e redutivamente desalogenantes durante as ultimas décadas providenciou uma prova final para esses processos na natureza. Enquanto essa pesquisa envolvia na maioria inicialmente compostos clorados, estudos recentes tem revelado a desalogenação redutiva de frações de bromo e de iodo em pesticidas aromáticos   Outras reações como as biologicamente induzidas redução abiótica  por minerais no solo, tem mostrado desativar herbicidas de bases alcalinas relativamente persistentes  muito mais rápido do que observado em ambientes aeróbicos.  Muitas novas reações bioquímicas foram descobertas permitindo as vias metabólicas respectivas, mas o progresso na compreensão molecular dessas bactérias foi bastante lento, uma vez que sistemas genéticos não são facilmente aplicáveis para a maioria delas. Porém, com o aumento da aplicação genômica no campo da microbiologia ambiental, uma nova e promissora perspectiva esta em mãos para obter entendimento molecular nessas novas propriedades metabólicas. Várias sequencias de genomas completos foram determinados nos últimos anos de uma bactéria capaz de realizar a degradação anaeróbia de poluentes orgânicos. ThOs ~4.7 Mb de genôma da desnitrificante facultativa  Aromatoleum aromaticum cepa EbN1 foi a primeira a ser determinada como um degradante de hidrocarbonetos anaeróbio (usando tolueno e  etilbenzeno como substratos). A sequêcia genética revelou cerca de duas dúzias de clusters genéticos (incluindo alguns parálogos) codificando para uma complexa rede catabólica de degradação de compostos aromáticos. O genoma sequenciado forma a base para sequintes estudos detalhados na regulação das vias e estruturas enzimáticas. Outros genomas de bactérias anaeróbias degradantes de hidrocarbonetos foram recentemente completados para especies ferro redutoras Geobacter metallireducens (adesão nr. NC_007517) and e perclorato redutoras  Dechloromonas aromatica (adesão nr. NC_007298), mas esses não são avaliados em publicações formais. Genomas completos também foram determinados para bactérias capazes realizar degradação anaeróbica de hidrocarbonetos halogenados por halorespiracão: the ~1.4 Mb de genoma do Dehalococcoides ethenogenes cepa 195 e Dehalococcoides sp. cepa CBDB1 e os ~5.7 Mb de genoma do Desulfitobacterium hafniense cepar Y51. Caracteristicas de todas essas bactérias está na presença de múltiplos genes paralogos para desalogenase redutiva, implicando em um espectro de desalogenação mais amplo dos organismos do que previamente conhecido. Além disso, sequencias genéticas forneceram um entendimento sem precedentes dentro da evolução da desalogenação redutiva e diferentes estratégias de adaptação aos nichos.
Recentemente, tem se tornado aparente que alguns organismos , incluindo  Desulfitobacterium chlororespirans, originalmente avaliado pela halorespiração em clorofenóis, também pode usar certos compostos bromados, como o herbicida bromoxynil e seu maior metabólito como receptor de elétrons para o crescimento.  Compostos iodados também podem ser desalogenados, apesar de o processo pode não suprir a necessidade de um receptor de elétrons

## Biodisponibilidade, quimiotaxia, e o transporte de poluentes
Biodisponibilidade, ou a quantidade de um substancia que é fisioquimicamente acessível aos microorganismos é um fator chave na biodegradação eficiente de poluentes.  O'Loughlin et al. (2000) mostra que, com exceção da argila caulinita, a maioria das argilas do solo e resinas de troca catiônica atenuaram a biodegradação do  2-picolina pelo Arthrobacter sp. cepa R1, como um resultado da adsorção ao substrato das argilas.  A Quimiotaxia, ou o movimento direcionado de organismos moveis em direção ou para longe dos químicos no ambiente é um importante resposta fisiológica que pode contribuir efetivamente no catabolismo de moléculas no ambiente. Além do mais, mecanismos para acumulação intracelular de moléculas aromáticas por meio de vários mecanismos de transporte também são importantes.

## Biodegradação do óleo

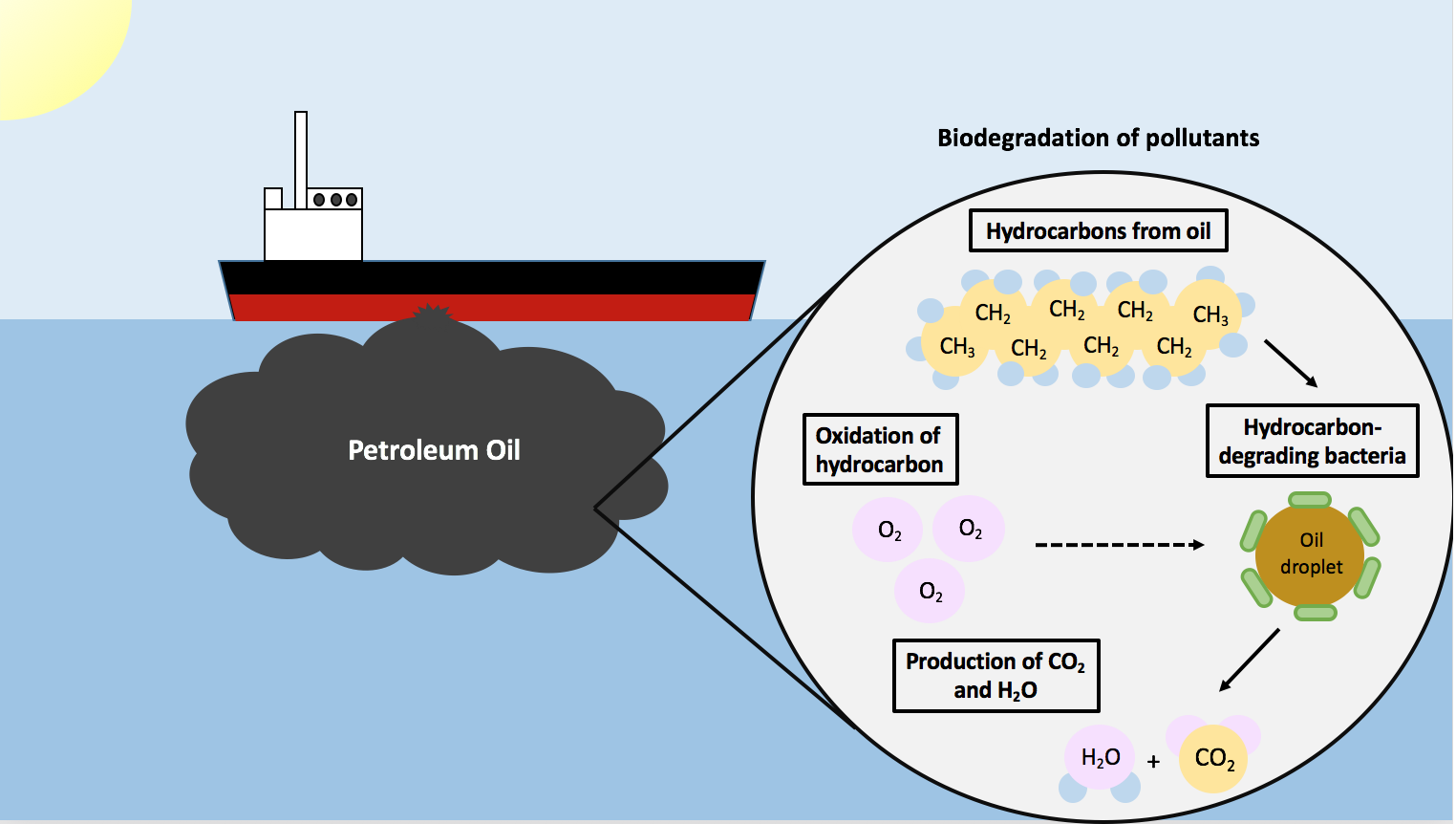
Visão geral da degradação microbiana do petróleo por comunidades microbianas. Alguns microrganismos, tipo o A. borkumensis, são capazes de usar hidrocarbonetos como suas fontes de carbono no matabolismo. Elas são capazes de oxidar hidrocarbonetos perigosos ambientalmente enquanto produzem produtos inofensivos, seguindo a equação geral C_{n}H_{n} + O_{2} → H_{2}O + CO_{2}. Na figura, o carbono é representado por círculos amerelos, o oxigênio por círculos rosas e o hidrogênio por círculos azuis. Esse tipo especial de metabolismo permite a esses micróbios prosperar em áreas afetadas por respingos de óleo e são importantes para a eliminação de poluentes ambientais.

O petróleo contém compostos aromáticos que são tóxicos a maioria das formas de vida. A poluição episódica e crônica do ambiente por óleo causam grande perturbação no ambiente ecológico local. Ambientes marinhos em particular são especialmente vulneráveis, enquanto o óleo derrama perto de regiões costeiras e no mar aberto são difíceis de conter e fazem esforços de mitigação mais complicado.  I em adição a poluição através de atividades humanas , aproximadamente 250 milhões de litros de petróleo entra em ambiente marinho todos os anos através de infiltrações naturais Apesar  da toxicidade , a fração considerável de petróleo entrando em sistemas marinhos é eliminado pelas atividades degradantes de hidrocarbonetos das comunidades microbianas, em particular por o recentemente grupo de especialistas descoberto, bactérias hidrocarbonoclásticas (HCB do inglês hydrocarbonoclastic bacteria). Alcanivorax borkumensis foi o primeiro HCB a ter o genoma sequenciado. Alem de hidrocarbonetos, o óleo cru frequentemente contem vários compostos heterocíclicos, como as piridinas, as quais parecem ser degradadas por mecanismos similares aos dos hidrocarbonetos.

## Biodegradação do colesterol
Muitos compostos sintéticos esteroidais como alguns hormônios sexuais frequentemente aparecem em águas residuais municipais e industriais, agindo como poluentes ambientais com fortes atividades metabólicas afetando negativamente os ecossistemas. Desde que esses compostos são fontes fontes comuns de carbono para muitos microrganismos diferentes sua mineralização aeróbia e anaeróbia tem sido estudada extensivamente. O interesse desses estudos está na aplicação biotecnológica de enzimas transformadoras de esteróis para a síntese industrial de hormônios sexuais e corticoides. Muito recentemente , o catabolismo do colesterol tem adquirido uma grande relevância por envolve na inefetividade do patógeno Mycobacterium tuberculosis (Mtb). Mtb  causa doença tuberculosa, e tem sido demonstrado que novas arquiteturas enzimáticas tem evoluído para vincular e modificar compostos esteroides como o colesterol nesse organismo bem como em outras bactérias utilizadoras de esteroides. Essas novas enzimas podem ser de interesse pelo seu potencial na modificação química de substratos esteroidais.

## Análise do biotratamento de resíduos
Desenvolvimento sustentável exige a promoção do manejo ambiental e uma constante procura por novas tecnologias para tratar uma vasta quantidade de resíduos gerado pelo aumento das atividades antropogênicas. O biotratamento, isto é o processamento de resíduos usando organismos vivos , é ambientalmente favorável e relativamente simples e econômico  para opções de limpeza físico químicas. Ambientes fechados, como os bioreatores, que tem sido projetados para superar os fatores físicos, químicos e biológicos do processo de biotratamento em sistemas altamente controlados. A grande versatilidade no desenho dos ambientes confinados permite o tratamento de uma ampla gama de resíduos sob condições otimizadas. Para realizar uma avaliação correta , é necessário considerar vários microrganismos tendo uma variedade de genomas, proteínas e transcritos expressos. Um grande numero de analises são frequentemente necessárias, essas avaliações são limitadas e levam tempo.  Porem, muitas técnicas de alto rendimento originalmente desenvolvidas para estudos médicos podem ser aplicadas para avaliar o biotratamento em ambientes confinados.

## Engenharia metabólica e aplicações biocatalíticas
O estudo do destino dos químicos orgânicos persistentes no ambiente tem revelado uma grande reservatório de reações enzimáticas com grande potencial em síntese orgânica preparativa, os quais já foram explorados por um numero de oxigenases em escala piloto e até mesmo em escala industrial. Novos catalisadores podem ser obtidos de memorias metagenômicas e abordagens baseadas em sequencias de DNA. Nossa constante capacidade em adaptar os catalisadores a reações especificas e requerimentos por mutagênese racional e aleatória amplia o escopo para aplicação na fina indústria química, mas também no campo da biodegradação. Em muitos casos, esses catalisadores precisam ser explorados em toda bioconversão celular ou em fermentações, pedindo abordagens de todo sistema para o entendimento fisiologia, metabolismo e abordagem racional do mecanismo de todas as células a medida que elas estão cada vez mais na área dos sistemas de biotecnologia, e biologia sintética.

## Biodegradação fúngica
No ecossistema, diferentes substratos são atacados em taxas diferentes pelo consorcio de organismos de diferentes reinos.  Os Aspergillus  e outros bolores desempenham um papel importante nesse consorcio por que eles são aptos a reciclar amidos, hemicelulose, celulose, pectina e outros polímeros de açúcar. Alguns aspergillus são capazes de degradar mais compostos refratários como as gorduras, óleos, quitina e queratina. A decomposição máxima ocorre quando há nitrogênio, fosforo e outros nutrientes inorgânicos essenciais suficientes. Os fungos também produzem alimento para muitos organismos no solo.
Para o Aspergillus o processo de degradação é a razão de obtenção de nutrientes. Quando esses bolores degradam substratos artificiais, o processo é normalmente chamado biodeterioração. Ambos, papel e têxteis (algodão, juta e linho) são particularmente vulneráveis a degradação do Aspergillus. Nossa herança artística também está sujeita ao ataque do  Aspergillus. Para dar um exemplo, após Florença inundar, na Itália  em 1969, 74% de um afresco danificado de  Ghirlandaio na igreja de Ognissanti era Aspergillus versicolor.